# كاونتربنش
كاونتربنش نشرة تصدر مرة كل أسبوعين أخبارية تصدر في الولايات المتحدة الأمريكية ذات طابع سياسي تحرر باسلوب شعبي ذات مواقف راديكالية. ووصفتها مصادر أخرى على أنها مجلة يسارية. معظم المشاركين وليس الجميع ينتمون إلى التيار اليساري. يبلغ طولها مابين 6 إلى 8 صفحات ورئيس تحريرها ألكسندر كوكبورن وجيفري كلير مع مساهمات منتظمة من العديد من الكتاب. وعرفت بنقدها لسياسات الحزب الديمقراطي والحزب الجمهوري. إضافة إلى تقاريرها المطولة عن المواضيع البيئية والمتخصصة بمنظمة التجارة العالمية والسياسة الأمريكية الخارجية والصراع العربي الإسرائيلي.

## تاريخها
أسست هذه النشرة في سنة 1994 في واشنطن العاصمة معتمدة على تقارير صحفية لكين سيلفيرستين وسرعان ما انضم إليه صحفيين مثل ألكسندر كوكبورن وجيفري كلير. وفي عام 1996 ترك كين الصحفين ليصبح ألكسندر وجيفري رئيسي تحريرها

## روابط خارجية
- كاونتربنش على موقع روتن توميتوز (الإنجليزية)